# Castellum Menapiorum
Castellum Menapiorum war in römischer Zeit der Hauptort der civitas der antiken Menapier in Gallia Belgica, das heutige französische Cassel im Département Nord, Arrondissement Dunkerque, nahe der Grenze zu Belgien.
Ptolemäus (1. Hälfte 1. Jahrhundert) nennt den Hauptort der Meanpier als Κάστελλον Das Itinerarium Antonini (Anfang 3. Jahrhundert) nennt den Ort als castelo, zwischen Tarvenna (Thérouanne) und Viroviacum (Wervik) an der von Tongern über Tournai nach Boulogne führenden Straße, auf der Tabula Peutingeriana (2. Hälfte 4. Jahrhundert) erscheint er an gleicher Position mit dem Namen Castellum Menapiorum. Unter Diokletian wurde das Verwaltungszentrum der römischen Menapier nach Turnacum (Tournai) verlegt. Im Mittelalter wurde aus dem Ortsnamen Castellum, Castletum, das moderne Cassel.